# 飾太刀
飾太刀（かざりたち）とは、平安時代頃よりそれまでの「唐大刀」「唐様大刀」に替わって用いられるようになった、儀礼用の刀剣である。
「飾剣」とも表記される。
本項目では飾太刀の発展形である「細太刀（ほそたち）」についても併せて解説する。
- 尚、雛人形や五月人形の付属品として作られる刀剣のミニチュアも「飾り太刀（かざりたち）」と呼ばれるが、それについては当項目では扱わない。
- また日本考古学の分野では、古墳時代後期の儀杖刀である装飾付大刀についても「飾大刀」と呼ぶことがあるが[1][2]、それらについては長尺の直刀を表す「大刀」の字をあてることで区別される。

## 飾太刀

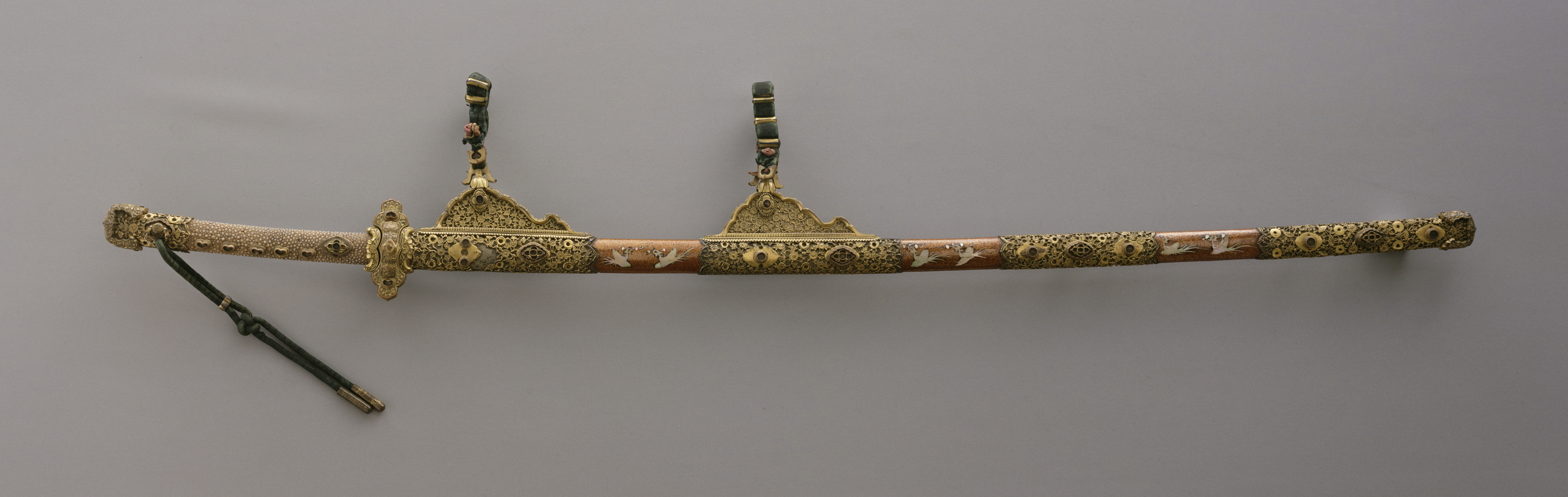
梨地螺鈿金装飾剣（なしじらでんきんそうのかざりたち）
平安時代・12世紀
東京国立博物館蔵（国宝）

納言、参議以上の官人が宮中での儀式の際に儀仗用に佩く刀である。装飾に豪奢の限りを尽くした美麗なものが作られ、皇族や高位の公家の象徴とされた。
飾太刀の佩用を認められることは高位の貴人の証であり、宮中での権勢と地位の象徴であったが、平安時代も中期を過ぎて貴族の地位に陰りが見え始め、高位ではあっても財政的に苦しいものが増え始めると、金銭的な理由により飾太刀を持つことのできない者も出るようになった。そのため、儀仗用の刀剣としては次第に後述の「細太刀」に取って代わられるようになり、完全に廃れはしないものの、飾太刀が佩用されることは稀となった。
明治に入り宮中における礼法が改定されると細太刀との区分は廃止されて「儀礼ノ太刀」として統合され、希少な存在である飾太刀は華族の家宝として所蔵されるものが殆どとなった。太平洋戦争敗戦後、日本国憲法に基づく新体制の発足により華族制度が廃止されると、飾太刀が佩用される機会はほぼ存在しないものとなった。

旧華族の保有していた品は現在では殆どが国立博物館を代表する博物館の収蔵品として保管・展示されている。

### 様式
全体的に細身に作られ、刀身には反りがほとんど付かない。柄には鮫皮を剥き出しで巻き、鞘は金の梨子地や沃懸地塗りに螺鈿や蒔絵を施し、各所に金や銅を用いた透し彫りの飾り金具を配し、様々な宝玉を飾る。

飾太刀独特の様式として「唐鍔(から-つば)」と呼ばれる独特の形状の鍔を用いる、帯取韋(おびとり-がわ、腰に吊るための革製の帯)を取り付ける「足金物(あし-かなもの)」が山型をしているなどの特徴がある。
束帯を着用した際には平緒もしくは石帯を用いて佩用し、略儀の場合には紫韋(むらさき-がわ)の絎緒（くけ-お）を用いて佩用する。
なお、実際に人や物を斬るために用いられるものではないため、刀身には焼き入れも刃付けも施されていない単なる鉄板や、竹や木で刀身の形を作り漆をかけて仕上げたものが使われているものも存在し、珍しいものでは鯨鬚を用いたものが存在している。

## 細太刀

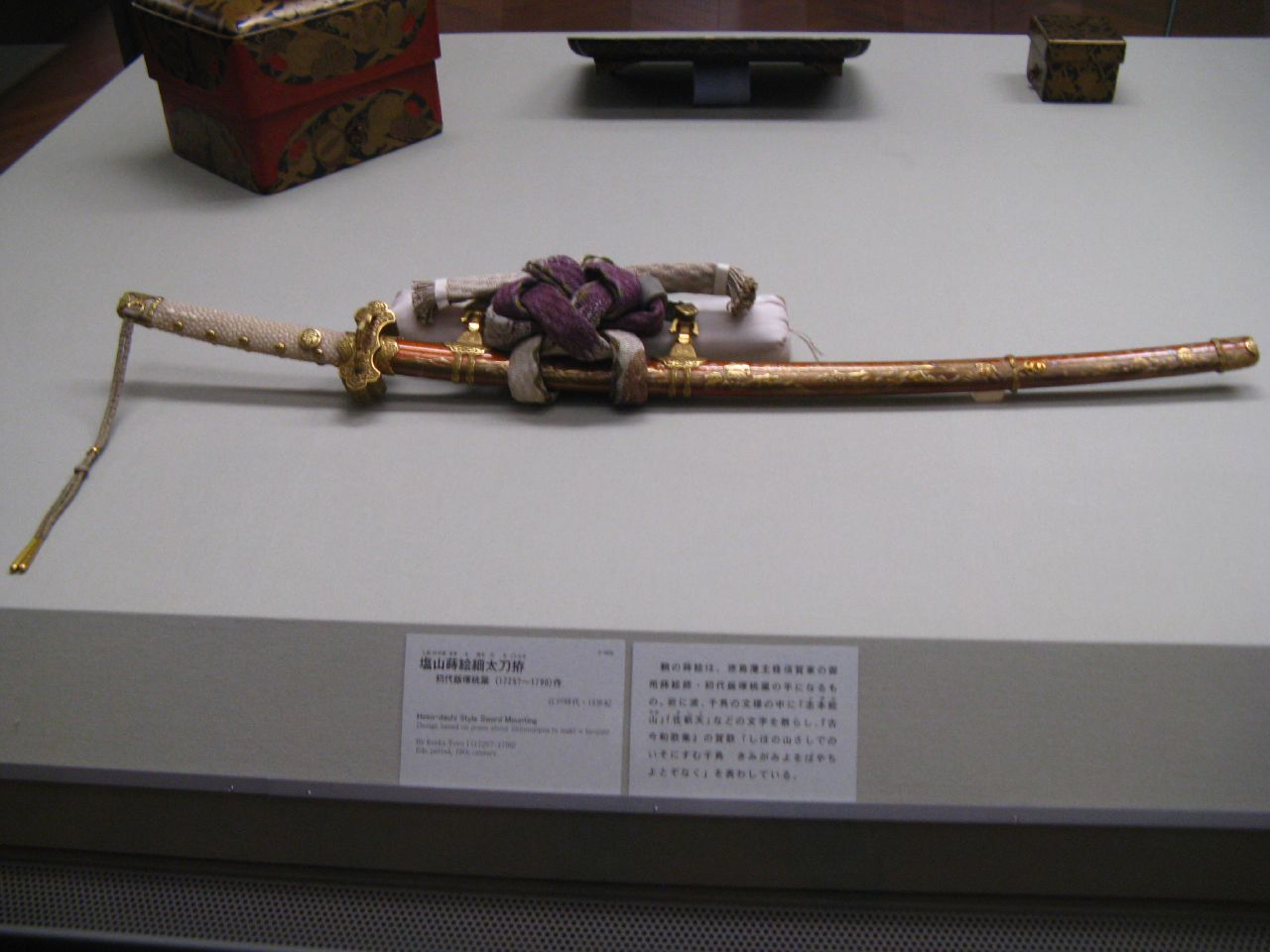
塩山蒔絵細太刀拵（しおのやままきえほそだちごしらえ）
初代飯塚桃葉作
江戸時代・18世紀
東京国立博物館蔵

「細剣」とも表記される。「飾太刀ノ代(かざ（り）たちのだい)」とも呼ばれる、飾太刀の飾金具を省略した刀装で、豪奢な飾太刀を金銭的な理由から持てない場合の代用として、また飾太刀を佩くことを許可されていない下位の公家が用いた。
飾太刀が儀仗の太刀として用いられることが稀になると高位の者も佩用するようになり、宮中での「主タル儀仗ノ太刀」となった。

明治時代になると飾太刀との区分は正式に廃止されて「儀礼ノ太刀」となり、明治憲法下では華族の他に高等官が儀仗刀として佩用を認められていた。
飾太刀同様、太平洋戦争敗戦後の新体制の発足により実用品として佩用されることはごく稀となったが、現在でも佩刀を必要とする宮中儀式の際に用いられている。
飾太刀同様、大多数は戦後に所有者の手を離れたが、製作された数が多いこともあり、博物館の収蔵品として保管・展示されている他に刀剣店で売買され個人蔵の美術工芸品として所有されているものがある。また、現代でも真剣の刀装を「細太刀の拵え」として仕立てる例もある。

### 様式
「細太刀」の名は武用の太刀に比べて細身であり、また飾太刀に比べ飾金具が小さいために細く見えることから名付けられたもので、飾太刀との外見上の差異は、足金物の山形が小さいこと(後には櫓金(やぐら-かね)と呼ばれる、通常の太刀金具と同一のものとなる)、飾り金具に宝玉を飾らないことで、鍔を含めた飾金具が小さく、飾彫りが簡素になっていることである。

それでも製作には相応の費用が掛かることには変わりなく、「飾太刀ノ代ノ代(かざ（り）たちのだいのだい)」と呼ばれた、鞘塗りや飾金具の装飾を大幅に省略したものも用いられた。中には、武用の太刀の鞘を塗り直して鍔を唐鍔に変えただけの、飾金具が用いられていないものも存在している。
当初は装飾が省略された他には飾太刀と同じ体配(＊脚注参照)で拵えられていたが、後に「衛府太刀」のうち儀仗に用いられるものと同一化される形で儀仗用の刀剣として広く用いられるようになると、体配も通常の太刀と同じものが多く見られるようになる。衛府太刀と同一化されて以後のものには、鍔が唐鍔様式ではなく通常の太刀と同じ葵鍔や木瓜鍔の様式のものも存在している。
飾太刀と同じく人や物を斬るために用いられるものではないため、刀身には鉄や木製の模造刀身が使われているものが多くあったが、平安時代以降になると無銘ではあっても真剣が収められていることが多く、江戸時代以降は名のある刀匠の鍛えた名刀を細太刀として拵えた例も多い。

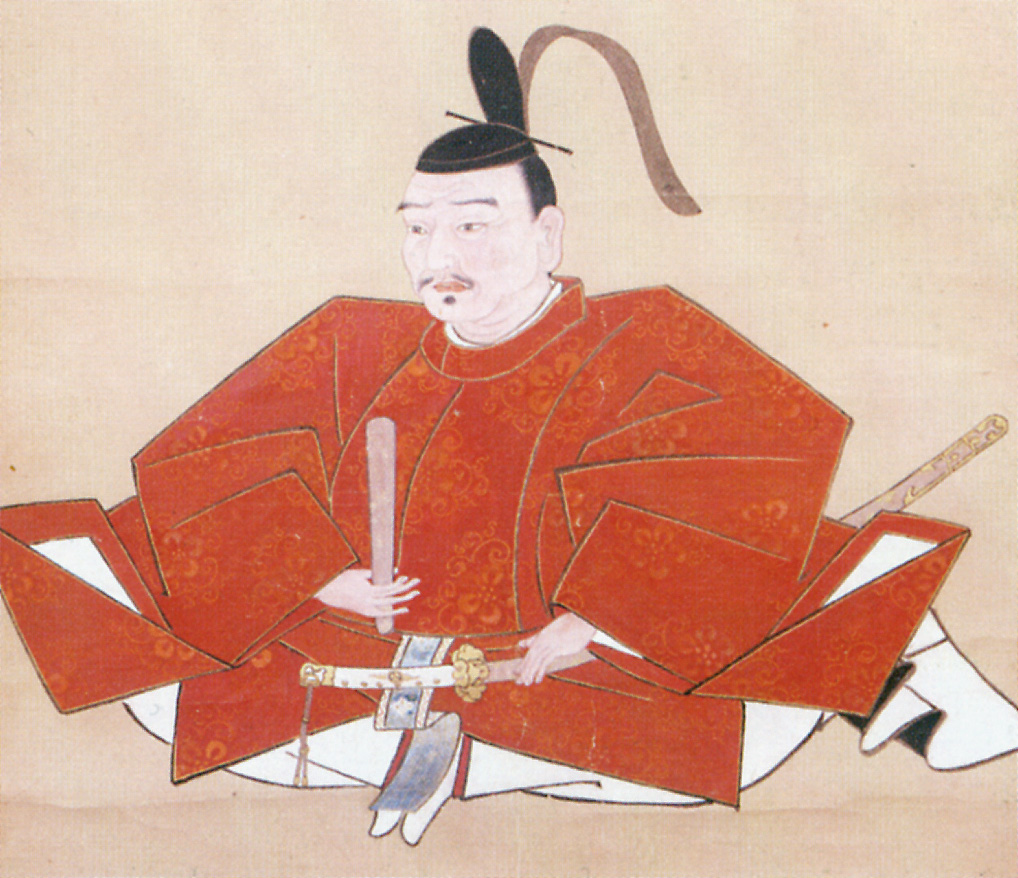
成瀬正成象
(白林寺所蔵)
唐鍔、銀地鞘の細太刀を佩いている

飾太刀に代わって広い位階の官人に用いられるようになると、刀装に関する規定が細かく定められるようになり、一例を挙げると
- 鞘
  - 皇族：螺鈿紫檀地
  - 公卿：螺鈿梨地蒔絵
  - 殿上人：梨地蒔絵
  - 検非違使、家督を譲り、もしくは官職を退いて隠居した者：沃懸地
  - 三位以上：金梨地もしくは金沃懸地
  - 四位以下：銀梨地もしくは銀沃懸地
  - 六位以下：黒漆呂塗

- 帯取韋の色
  - 近衛：赤
  - 左門：紫
  - 右門：青
  - 忌時の際：白色もしくは鼠色

といった規定があったが、明治時代以降はある程度は規定に従いつつも佩用者の好みで作られたものも多い。